# Zoo Gang
Zoo Gang è una canzone composta da Paul e Linda McCartney ed accreditata a "Paul McCartney & Wings".

## La canzone
Venne registrata il 25 aprile 1973 e venne pubblicata il 28 giugno dell'anno successivo come lato B del singolo Band on the Run nella Gran Bretagna. Il pezzo venne in seguito pubblicato, come bonus track, sugli album Venus and Mars e Band on the Run; non è mai stata eseguita dal vivo. Il brano era il tema principale del programma televisivo The Zoo Gang. Il 24 maggio dello stesso anno, Zoo Gang era stata pubblicata a nome dei "Jungle Juice" dalla Bladleys Records. Mettendo le canzoni registrate da McCartney in ordine alfabetico, Zoo Gang è l'ultima.